# FK Zorja Luhansk
FK Zorja Luhansk (ukrainska: Футбольний клуб «Зоря» Луганськ, ryska: Футбольний клуб «Зоря» Луганск) är en ukrainsk fotbollsklubb från den till majoriteten ryskspråkiga halvmiljonstaden Luhansk i östra Ukraina. Klubben spelar i ukrainska ligan. 
Zorja största merit var segern i sovjetiska ligan 1972, klubben spelade också två finaler i den sovjetiska cupen; 1974, 1975  
Det sovjetiska mästerskapet gav klubben en plats i Europacupen 1973/1974, där laget slog ut cypriotiska APOEL FC efter, 2-0 och 1-0, i 1:a ronden, för sedan själva att bli utslaget mot tjeckoslovakiska FC Spartak Trnava efter 0-0 och 0-1. 
I det självständiga Ukraina spelade Zorja i högsta ligan de första fem säsongerna, för därefter att åka ur och spela tio säsonger i de ukrainska 2:a och 3:e ligorna. Sedan säsongen 2006/2007 spelar klubben åter i högsta ligan. 
Den bästa placeringen i ligan är en 11:e plats som laget nådde 2006/2007 och 2007/2008

## Meriter
- Sovjetiska högstadivisionen
  - Vinnare: 1972

- Persja Liha
  - Vinnare: 2005/2006

## Placering tidigare säsonger
| Säsong  | Nivå | Liga         | Placering | Referens | Notering                           |
| ------- | ---- | ------------ | --------- | -------- | ---------------------------------- |
| 2011/12 | 1    | Premjer-liha | 13        | [ 1 ]    |                                    |
| 2012/13 | 1    | Premjer-liha | 10        | [ 2 ]    |                                    |
| 2013/14 | 1    | Premjer-liha | 7         | [ 3 ]    |                                    |
| 2014/15 | 1    | Premjer-liha | 4         | [ 4 ]    |                                    |
| 2015/16 | 1    | Premjer-liha | 4         | [ 5 ]    |                                    |
| 2016/17 | 1    | Premjer-liha | 3         | [ 6 ]    |                                    |
| 2017/18 | 1    | Premjer-liha | 4         | [ 7 ]    |                                    |
| 2018/19 | 1    | Premjer-liha | 5         | [ 8 ]    |                                    |
| 2019/20 | 1    | Premjer-liha | 3         | [ 9 ]    |                                    |
| 2020/21 | 1    | Premjer-liha | 3         | [ 10 ]   |                                    |
| 2021/22 | 1    | Premjer-liha | x         | [ 11 ]   | Rysslands invasion av Ukraina 2022 |
| 2022/23 | 1    | Premjer-liha | 3         | [ 12 ]   |                                    |
| 2023/24 | 1    | Premjer-liha | 10        | [ 13 ]   |                                    |
| 2024/25 | 1    | Premjer-liha | 7         | [ 14 ]   |                                    |